# El procesador de palabras de los dioses
El procesador de palabras de los dioses (en inglés: Word Processor of the Gods) es un cuento de baja fantasía de Stephen King, publicado por primera vez en enero de 1983 dentro de la revista Playboy con el título El procesador de palabras (The Word Processor). Fue incluido en su idioma original dentro de la antología de cuentos Skeleton Crew (Putnam, 1985) y en español forma parte del libro Historias fantásticas (Debolsillo, 1987).

## Argumento
Richard Hagstrom es un escritor sin suerte que trabaja como profesor y está desencantado con su vida; Lina, su esposa, es una mujer obesa que se siente estafada por la vida ya que su marido no es alguien que pueda darle los lujos y comodidades que ella cree merecer; mientras que Seth, su hijo de quince años, es un irrespetuoso y haragán adolescente que piensa que es un músico aunque carece totalmente de talento.
La historia inicia poco después de que Roger, su hermano mayor, muera en un accidente automovilístico junto a su sobrino Jonathan (Jon) y su cuñada Belinda por manejar en estado de ebriedad. Roger siempre había sido un hombre abusivo y vicioso, en su juventud había separado a Richard de Belinda, quienes eran novios, acabando casado con ella y teniendo un hijo amable e intelectualmente superdotado, pero Roger no los apreciaba y era normal que los agrediera, mientras que Richard se resignó a casarse con Lina y acabaron ambos hermanos viviendo con familias que no merecían.
El señor Nordhoff, un anciano vecino de su hermano, le lleva a Richard un procesador de palabras ensamblado por Jon de forma casera con distintas piezas sacadas de la chatarra. El muchacho era un genio de la mecánica y Richard lo apreciaba más que a su propio hijo, por lo que el niño había decidido fabricar el procesador para su tío al saber que no tenía dinero para comprar uno. Richard se emociona por el gesto aunque duda que un muchacho de quince años pueda fabricar algo así con piezas de juguetes viejos, Nordhoff le advierte que no subestime el talento del muchacho y le cuenta cómo Jon solía hablarle de niños que habían logrado proezas y descubrimientos increíbles. Al encenderla, la máquina proyecta un mensaje que le indica a Richard que su sobrino pretendía darle la máquina como un regalo de cumpleaños.
El escritor comienza a probar el aparato en su despacho y descubre que tiene la capacidad de cambiar la realidad dependiendo de lo que escriba o borre en la pantalla; también comprende que solo podrá encenderlo un par de ocasiones ya que al estar incompleto se sobrecalienta rápidamente e inevitablemente se quemará. El primer experimento consiste en borrar y traer de vuelta una fotografía de su despacho primero al borrar la frase "LA FOTO DE MI MUJER ESTÁ COLGADA EN LA PARED OESTE DE MI DESPACHO" y posteriormente reescribiendo "LA FOTOGRAFÍA DE MI MUJER ESTÁ EN LA PARED". Tras esto escribe "EL SUELO ESTÁ VACÍO". Agregando posteriormente "EXCEPTO POR DOCE MONEDAS DE ORO DE VEINTE DÓLARES EN UNA PEQUEÑA BOLSA DE ALGODÓN.", materializándose allí una pequeña bolsa de la Wells Fargo con monedas de oro de 1871. Temiendo quemar el aparato, lo apaga.
Esa noche lo enciende nuevamente y tras oír a Seth burlarse de él e insultarlo frente a sus amigos, borra la frase "MI HIJO ES SETH ROGER HAGSTROM", eliminando su existencia de la realidad. Tras revisar la casa comprueba que no hay signos que alguna vez hubiera existido Seth o que el matrimonio haya tenido un hijo; cuando Lina llega, descubre que en esta realidad es una mujer con obesidad mórbida, maleducada y vulgar, todo esto de alguna forma derivado de jamás haber sido madre. Esa noche Richard regresa a su despacho y tras encender el procesador borra la frase "MI MUJER ES ADELINA MABEL WARREN HAGSTROM", eliminando así también su existencia; tras esto escribe "SOY UN HOMBRE QUE VIVE SOLO", pero al ver que la máquina comienza a quemarse agrega "EXCEPTO POR MI ESPOSA BELINDA Y MI HIJO JONATHAN" y presiona ENTER al mismo tiempo que la máquina se incendia. Aunque intenta escribir cosas como que el procesador está bien construido, que tiene una vida próspera o que es un escritor consumado, no alcanza a agregar algo más.
En ese momento entra Jon, quien ahora es su hijo, para ver si está bien y aun preguntándose qué fue esa necesidad que lo obligó a crear esa máquina; tras esto le avisa que Belinda, quien ahora es su esposa, lo espera para comer juntos. Al ver su nueva realidad Richard se da por satisfecho, comprendiendo que ahora tiene todo lo que realmente necesita en su vida y cuando Jon le ofrece usar las piezas en buen estado para fabricar otra máquina nueva él rechaza la idea, sintiendo que no es necesario.

## Adaptaciones
«El procesador de palabras de los dioses» se adaptó para un episodio de la serie de televisión Tales from the Darkside, emitida por primera vez el 25 de noviembre de 1984.

## Historias similares
Una novela serializada de 1940 por el fundador de Scientology L. Ron Hubbard, La Máquina de escribir en el cielo presenta al protagonista encontrándose dentro de la historia del libro de su amigo.
Un episodio de 1960 de The Twilight Zone, "A World of His Own", presenta una máquina de dictado que puede hacer que las cosas cobren vida. En otro episodio, "Printer's Devil", un mecanógrafo diabólico modifica el linotipo de un periódico para que ocurra lo que sea que esté configurado en el. Finalmente un episodio de 1988, llamado "The Trunk", muestra un baúl que manifiesta cualquier objeto si una persona en su presencia ha comentado desearlo. 
Diana Wynne Jones en 1984 presenta la novela Archer's Goon sobre una máquina de escribir con similares características.
El quinto episodio de la segunda temporada de la serie Are You Afraid of the Dark? llamado La Historia de la Máquina de los Sueños, presenta una máquina de escribir que da vida a los sueños.
Una película romántica de 1991, "Delirious", protagonizada por John Candy, presentaba a un escritor de telenovelas que se encuentra en la mítica ciudad del programa de televisión y usa una máquina de escribir para cambiar los personajes y la historia de la vida real.
El propio King revisó este tema nuevamente en El último caso de Umney, en el que un investigador privado descubre que es un personaje ficticio cuyo creador planea eliminarlo para reemplazarlo.